# Церква Успіння Пресвятої Діви Марії (Городенка)
Церква Успіння Пресвятої Діви Марії — пам'ятка архітектури середини 18 століття в місті Городенці Івано-Франківської області. Фундатор — Микола Василь Потоцький.

## Історія
Церква Успіння Пресвятої Богородиці, споруджена у 1763 році, є однією з найвизначніших пам'яток міста. Її заснував Микола Василь Потоцький для української греко-католицької громади. Згідно з легендою, храм був зведений як спокута за трагічну подію, пов'язану із смертю молодої дівчини.
Будівництво цієї греко-католицької церкви відбувалося за участю італійського архітектора Бернарда Меретина та скульптора Івана Пінзеля. Архітектурні форми церкви, її деталі і декоративність свідчать про майстерність та турботу про її вигляд. Церква прикрашена іконами, великими арковими вікнами та кованим балконом над входом. Поруч з храмом знаходиться триярусна дзвіниця, а територія навколо обгороджена кованим парканом.

## Архітектура та інтер'єр
Церква Успіння Пресвятої Діви Марії не має типового для українських православних храмів архітектурного стилю, але вражає своєю красою, урочистістю та вишуканістю. Будівля має прямокутну форму з однією куполом та заокругленою вівтарною частиною. Поруч із входом до храму розташована арочна дзвіниця. Навколо церкви дбають про порядок та чистоту, а газон доглянутий.
Іконостас церкви нагадує іконостас собору святого Юра у Львові, що може свідчити про спільний авторство Івана Пінзеля. Фронтон головного фасаду церкви має схожість з фронтоном костелу Непорочного Зачаття Пречистої Діви Марії, розташованого поруч.

## Цікаві факти
- Пишне освячення коштом фундатора відбулось 1 червня 1766 р. (обряд провів єпископ Лев Шептицький[1]).
- Як і інший, збудований коштом М. В. Потоцького городенківський храм — костел Непорочного Зачаття Пречистої Діви Марії — увінчаний замість хреста схожим на нього гербом Потоцьких.
- За легендою, базованою на одному із варіантів народної «Пісні про Бондарівну», храм зведено в знак покути магната за вбивство Бондарівни — дівчини із сусіднього села Чернятин.
- М. В. Потоцький виділив кошти для проживання і діяльності у справі унії п'яти оо. місіонерів (східного обряду).